# 아프리카붓꼬리호저

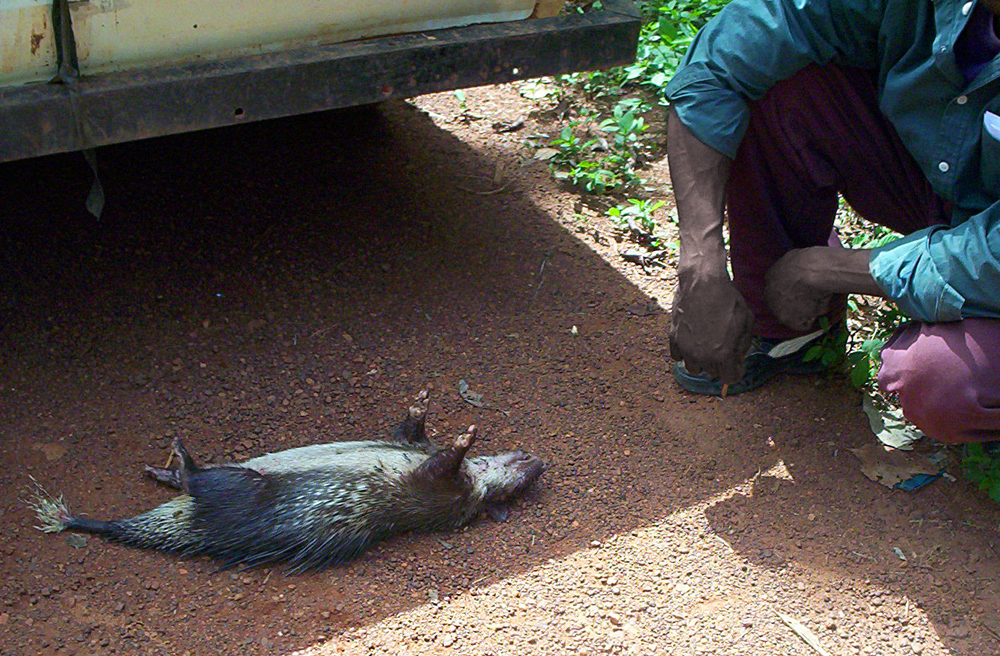
카메룬에서 야생동물 고기로 팔리는 아프리카붓꼬리호저

아프리카붓꼬리호저 또는 아프리카송이꼬리호저(Atherurus africanus)는 쥐를 닮은 구대륙호저의 일종이다. 서부 해안의 기니부터 동쪽의 케냐까지 아프리카에서 넓은 고리를 형성하며 서식한다. 부시미트(야생동물 고기)로 광범위하게 사용되고 있음에도 불구하고 아주 넓은 분포 지역에서 흔하게 발견되는 종이며, 국제 자연 보전 연맹(IUCN)이 보전 상태를 "관심대상종"으로 분류하고 있다.

## 특징
붓꼬리호저는 꼬리 길이를 제외하고 몸길이가 40~50cm이다. 성체의 몸무게는 약 3kg이다. 가늘고 긴 쥐를 닮은 얼굴과 몸 그리고 짧은 다리와 끝에 발톱이 있고 물갈퀴가 있는 발을 갖고 있다. 대부분의 다른 호저와 달리, 붓꼬리호저의 가시 깃은 더 가볍고 박다. 꼬리의 깃은 더 가늘고 붓처럼 생겼다. 덜거덕거리며 움직이며 소리를 낸다.

## 분포
붓꼬리호저는 베넹과 카메룬, 콩고, 콩고민주공화국, 적도기니, 가봉, 감비아, 가나, 기니, 코트디부아르, 케냐, 라이베리아, 시에라리온, 남수단, 토고 그리고 우간다에서 발견되며, 해발 고도 최대 3000m까지의 열대 우림에서 서식한다.

## 생태
붓꼬리호저는 약 8마리로 이루어진 작은 가족 집단 속에서 생활한다. 다른 가족 집단이 자원을 서로 공유한다. 포식자의 공격을 받을 때, 호저는 몸 크기가 두 배로 보이도록 깃을 세우고 꼬리 깃을 들썩거리고 발을 구른다. 모든 호저들처럼, 붓꼬리호저는 뒷걸음으로 부딪혀 깃으로 공격자에게 상처를 입힌다.
붓꼬리호저는 보통 높은 지역의 숲에서 생활하며, 야행성 동물로 낮 동안에는 동굴이나 굴 속에서 잠을 잔다. 초식동물이며, 식물의 잎이나 꽃 그리고 숲 바닥에 떨어진 과일을 먹는다. 뿌리와 야자 열매 그리고 가끔 짐승의 고기를 먹기도 하며, 숲 인근 지역에서 재배되는 옥수수와 카사바, 바나나 등 곡물을 먹기도 한다.
수컷과 암컷은 짝짓기철 동안에 일자일웅 관계를 형성한다. 암컷은 다른 설치류와 비교하여 임신 기간이 길며, 최장 110일이다. 새끼는 잘 발달된 또는 조숙한 상태로 태어난다. 약 2년이 되면 성적으로 성숙해진다. 붓꼬리호저 고기는 대중적으로 인기가 있으며, 대량으로 소비되고 있다.